# Altfranzösische Sprache
Altfranzösisch bezieht sich auf die Oïl-Sprachen als Sammelbezeichnung der Varietäten romanischer Sprachen, die in der nördlichen Hälfte Frankreichs sowie in Teilen Belgiens vom 9. bis etwa zum Ende des 14. Jahrhunderts gesprochen wurden. Das Altfranzösische wurde durch das Mittelfranzösische abgelöst.
Ein erster Hinweis auf die Verwendung einer romanischen Volkssprache in Frankreich findet sich im Jahre 813 in einem Beschluss des Konzils von Tours, in dem die Bischöfe aufgefordert werden, durch allgemeinverständliche Predigten die Grundlagen des katholischen Glaubens zu vermitteln:
„Und er (der Bischof) strebe danach, dieselben Homilien jede für sich verständlich in die landläufige romanische oder deutsche Sprache zu übertragen, damit um so leichter alle verstehen können, was gesagt wird“ (Latein: Et ut easdem omelias quisque aperte transferre studeat in rusticam Romanam linguam aut Thiotiscam, quo facilius cuncti possint intellegere quae dicuntur).
Abgegrenzt wird damit das an Schriftgebrauch und grammatischem Regelwerk orientierte liturgische Latein von den noch nicht solchem unterworfenen ‚rustikalen‘ Volkssprachen Romanisch und Deutsch (rustica lingua romana bzw. thiotisca).
Das erste altfranzösische Sprachdokument sind die Straßburger Eide aus dem Jahr 842, in denen sich Karl der Kahle und Ludwig der Deutsche nach dem Tod des Vaters Ludwig des Frommen gegen den erstgeborenen Bruder Lothar verschworen. In dem von Nithard überlieferten lateinischen Text sind die Eide, die die Brüder samt Gefolgsleuten in ihrer jeweiligen Volkssprache ‚Romanisch‘ („romana lingua“) und Althochdeutsch („teudisca lingua“) ablegten, ausführlich im Wortlaut zitiert.
Der romanische Teil gibt einen dem Vulgärlatein noch sehr nahestehenden, aber bereits französischen Text wieder.  Dies geschieht in einer konservativ latinisierenden, am Latein der königlichen Kanzleien orientierten Schreibung. Der Text enthält auch einige rein lateinische Wörter (Auszug):
Pro Deo amur et pro christian poblo et nostro commun salvament, d’ist di in avant, in quant Deus savir et podir me dunat, si salvarai eo cist meon fradre Karlo, et in aiudha et in cadhuna cosa…
Hieraus wird ersichtlich, dass bereits in karolingischer Zeit im westlichen Frankenreich (Francia occidentalis) eine romanische Volkssprache gesprochen wurde. Sie zu verwenden war im Rechtsakt der Eidesleistung erforderlich, damit auch die des Schriftlateinischen unzureichend Kundigen wussten, wessen Inhaltes der Eid war.
Die erste altfranzösische Dichtung hat die Merkmale des pikardischen Dialekts aufweisende Eulalia-Sequenz (ca. 884).  Ihr folgen weitere religiöse Dichtungen und kirchliche Gebrauchstexte (Jonas-Fragment). Mit Beginn der kapetingischen Dynastie 987 verbreitet sich die vom franzischen Dialekt geprägte Sprache allmählich in Frankreich. Mit dem 12. Jahrhundert setzt die schriftliche Überlieferung der Chanson de geste ein. Sie ist in ihrer Entstehung jedoch eine ältere, zum Vortrag durch Spielleute gedachte Heldendichtung.  Zu dieser treten bald auch die Lieder der Trouvères, die höfischen Ritter- und Antikenromane, Historiendichtungen und französische Bearbeitungen biblischer Texte samt didaktischer Werke hinzu. Ab dem ausgehenden 12. Jahrhundert findet das Französische auch als Urkundensprache Verwendung. Zunächst geschieht dies vorwiegend in Privaturkunden, ab der Mitte des 13. Jahrhunderts neben dem Lateinischen dann auch in Urkunden der königlichen Kanzlei.

## Phonologie

### Vokalsystem
Das altfranzösische Vokalsystem geht zunächst auf die nach dem Quantitätenkollaps im 3. Jahrhundert eingetretene Ablösung der lateinischen Vokallängen durch Qualitäten zurück.
In der Folge wurden vor allem Vokale in freier Stellung (d. h. am Silbenende) diphthongiert, d. h. aus einfachen Vokalen entstanden Doppelvokale, sehr früh entsteht z. B. der Diphthong /ou/ aus /o/ (in louer, cour), ebenso entsteht die Nasalisierung von /an/ und /on/, ebenso konnten Diphthonge nasal gesprochen werden wie /aim/, /ain/.

### Konsonanten
Fast alle Konsonanten (und i) vor Vokal wurden im Altfranzösischen palatalisiert, d. h. die Aussprache verschob sich zum Palatum (Vordergaumen) hin. Das aus dem intervokalischen /t/ entstandene /d/ wurde im Altfranzösischen wie heute im Spanischen gesprochen (/⁠ð⁠/), bevor dieser Laut vollständig aus der französischen Sprache verschwand (z. B. lat. vita > altfrz. vida (um 980) > vithe /viðə/ (1050) > vie).

## Graphie
In altfranzösischen Texten unterscheidet sich (wie im Neufranzösischen) die Graphie erheblich von der Aussprache, d. h. es wird teils historisch (etymologisierend), teils phonetisch geschrieben. Die tatsächliche Aussprache lässt sich oft aus Reimen rekonstruieren, etwa wenn sich forest: plaist auf fais: apres reimen, oder aufgrund von Wortentlehnungen anderer Sprachen, z. B. mittelhochdeutsches foreht, das auf forest zurückgeht; altfranzösisch chastel wird im Mittelhochdeutschen zu tschastel, oder französisch change, chapelle, chef neufranzösisch mit ʃ im Anlaut, aber englisch (change, chapel, chief) wie altfranzösisch mit tʃ. In der Schreibung nicht unterschieden wurden im Altfranzösischen das als /ts/ palatalisierte c vor e und i und das weiterhin als /k/ realisierte c vor a, o und u; die Cédille zur Markierung der palatalisierten Aussprache von c vor a, o und u wurde erst im 16. Jahrhundert durch den Buchdruck eingeführt.

## Grammatik

### Zweikasussystem
Das morphologische System des Lateinischen verfügte über fünf verschiedene Deklinationsklassen und ein Kasussystem. Im Lateinischen gab es eine 1. oder a-Deklination, eine 2. oder o-Deklination, eine 3. Deklination (konsonantische Deklination, gemischte Deklination und i-Deklination), eine 4. oder u-Deklination und eine 5. oder e-Deklination. Oft glichen sich die Formen in verschiedenen Kasus. So konnte die Form rosae (a-Deklination) den Genitiv Singular, den Dativ Singular und den Nominativ Plural bezeichnen. Im Altfranzösischen gab es einen Wegfall der Endkonsonanten, insbesondere von -m und -s; es ergaben sich folgende Phänomene:
- eine stärkere Fixierung der Syntax
- die Entwicklung der Artikel, die im klassischen Latein noch unbekannt waren
- der Gebrauch von Präpositionen für alle Objektfälle

Das Altfranzösische verfügte über ein auf zwei Kasus reduziertes System (eine sog. Zweikasusflexion), das eine Unterscheidung zwischen Subjekt und Objekt ermöglichte:
| mask. | Rectus  | Obliquus |
| ----- | ------- | -------- |
| Sg.   | li murs | le mur   |
| Pl.   | li mur  | les murs |

| fem. | Rectus     | Obliquus   |
| ---- | ---------- | ---------- |
| Sg.  | la buche   | la buche   |
| Pl.  | les buches | les buches |

Im Lauf der Sprachentwicklung ersetzte eine typologische Morphologie die bisherige etymologische: Endungslosigkeit wurde generell als Singular, Antritt der Endung -s generell als Plural reinterpretiert, vgl. neufrz. mur ‚Mauer‘, aber murs ‚Mauern‘. Im Übrigen setzten sich wie auch in anderen romanischen Sprachen weitgehend die Obliquusformen durch, da sie frequenter sind als die Nominativformen, vgl. etwa vulgärlateinisch pax ‚Friede‘ (Nominativ), aber pace(m) (Akkusativ), das ital./ rum. pace ergibt; vlat. lux ‚Licht‘ (Nominativ), aber luce(m) (Akkusativ), das ital. luce ergibt, oder pater ‚Vater‘ (Nominativ), aber patre(m) (Akkusativ), das ital./span. padre, altfranz. pedre > neufranz. père oder altfriaulisch padri > friaulisch pari ergibt.
Der Wegfall des Zweikasussystems im 14. Jahrhundert durch das vollständige Verstummen der Endkonsonanten markiert den Übergang vom Altfranzösischen zum Mittelfranzösischen und lässt damit die bis dato mögliche freiere Syntax erstarren.

### Analytischerer Sprachbau
Im Lateinischen wird
- bei Verben Person, Numerus, Tempus bzw. Modus
- bei Substantiven Numerus, Genus und Kasus
- bei gesteigerten Adjektiven Steigerungsgrad

durch die Endung festgelegt. Durch Verstummen der Endkonsonanten (insbesondere -s und -t) wird der Gebrauch der Pronomen im Altfranzösischen ungefähr seit dem 11. Jahrhundert obligatorisch. Die morphologische Markierung wird also von Wortende an den Wortanfang verschoben.

### Verbalmorphologie
Das Lateinische kannte vor allem die synthetische Markierung von Tempus und Modus im Wortinnern. Bereits im Vulgärlatein lässt sich eine Tendenz zur analytischen Bildung feststellen, morphologisch wird Tempus und Modus also durch ein angefügtes Hilfsverb angegeben. Hieraus entstanden im Altfranzösischen z. B. die Formen des Futurs und des Konditional, so wird z. B. das altfranzösische Futur aus cantare + habeo (wörtlich ‚ich habe zu singen‘) zu chanterai. Auch das Passiv wurde mittels einer periphrastischen Umschreibung mit esse gebildet: klass.-lat. amor, ersetzt durch vlat. amatus sum, das zu nfrz. je suis aimé wurde. Besonders bei der Bildung des Passivs ist, dass die Form im Neufranzösischen immer noch eine analytische Form ist und keine Resynthetisierung stattfand. Eine der wichtigsten periphrastischen Umschreibungen ist aber das Perfekt, das sich zusammensetzt aus habeo + cantatum und einen bereits abgeschlossenen Prozess beschreibt. Die neufranzösische Entsprechung wäre j'ai chanté. Aus dem klass.-lat. Perfekt cantavi hat sich das heutige passé simple je chantai entwickelt. Andere Zeiten wie das Imperfekt entwickelten sich lautgesetzlich aus dem Latein: lat. cantabam > vlat. cantava > altfrz. (westlich) chanto(u)e ~ (östlich) chanteve. Zum Imperfekt wurden die Endungen der e-Konjugation, die im zentralen altfranzösischen Mundartgebiet vorherrschten, verallgemeinert: -ebam > -eie, später -oie, -ois, folglich altfrz. (zentral) chanteie, -oie, -ois > nfrz. chantais. Das Hilfsverb estre ‚sein‘ hatte drei eigene Formenbildungen.
|        | Verbreitetste Formen              | Westlich und Anglonormannisch    | Östlich                                       | Östlich                                         | Östlich                                         |
| Person | auf -oi                           | auf -ou/-o (nur -er/-ier-Verben) | auf -e(i)ve (-er-Verben)                      | auf -ieve (-ier-Verben)                         | auf -ive (nur nicht-inchoative -ir-Verben)      |
| ------ | --------------------------------- | -------------------------------- | --------------------------------------------- | ----------------------------------------------- | ----------------------------------------------- |
| 1. Sg. | am-eie, -oie, -ois                | am-oue, -oe                      | am-eive, -eve                                 | cuid-ieve                                       | dorm-ive                                        |
| 2. Sg. | am-eies, -oies, -ois              | am-oues, -oes                    | am-eives, -eves                               | cuid-ieves                                      | dorm-ives                                       |
| 3. Sg. | am-eit, -oit                      | am-out, -ot                      | am-eive, -eve                                 | cuid-ieve                                       | dorm-ive                                        |
| 1. Pl. | am-iiens, -iions, -iens, -ions    | am-iiens, -iions, -iens, -ions   | am-iiens, -iions, -iens, -ions, -iemes (Pic.) | cuid-iiens, -iions, -iens, -ions, -iemes (Pic.) | dorm-iiens, -iions, -iens, -ions, -iemes (Pic.) |
| 2. Pl. | am-iiez, -iez, -iés               | am-iiez, -iez, -iés              | am-iiez, -iez, -iés                           | cuid-iiez, -iez, -iés                           | dorm-iiez, -iez, -iés                           |
| 3. Pl. | am-eient, -oient, -ient (östlich) | am-ouent, -oent                  | am-eivent, -event                             | cuid-ievent                                     | dorm-ivent                                      |

| Person | zum Infinitivstamm gebildete Flexion | ererbte Flexion  | ererbte Flexion |
| Person | zum Infinitivstamm gebildete Flexion | Monophthongstamm | Diphthongstamm  |
| ------ | ------------------------------------ | ---------------- | --------------- |
| 1. Sg. | est-eie, -oie, -ois                  | er-e             | ier-e           |
| 2. Sg. | est-eies, -oies, -ois                | Ø                | ier-es          |
| 3. Sg. | est-eit, -oit                        | er-e, -t         | ier-e, -t       |
| 1. Pl. | est-iiens, -iions, -iens, -ions      | er-mes           | Ø               |
| 2. Pl. | est-iiez, -iez, -iés                 | Ø                | Ø               |
| 3. Pl. | est-eient, -oient                    | er-ent           | ier-ent         |

## Wortschatz
Der altfranzösische Wortschatz geht auf das Latein zurück, das sich im mittleren und nördlichen Gallien nach der Eroberung durch Julius Caesar im Jahr 51 v. Chr. durchgesetzt hatte. In die Gallia cisalpina und transalpina war das Latein schon ab dem 2. Jahrhundert v. Chr. vorgedrungen. Etwa seit dem 3. Jahrhundert n. Chr. hatte sich das gesprochene Latein im Gebiet des römischen Reiches allgemein so stark gegenüber dem Schriftlatein der römischen Bildungselite verändert, dass man es zuweilen als lingua latina rustica vom schriftsprachlichen sermo urbanus abgrenzte; in der sprachwissenschaftlichen Terminologie setzten sich später die Bezeichnungen Sprechlatein oder Vulgärlatein durch.
In seiner Entwicklung unterlag das Lateinische in den Kolonien und so auch in Gallien dem doppelten Einfluss sowohl der von den Römern unterworfenen Völker (Substrat), besonders der Kelten, wie auch der im Rahmen der Völkerwanderung zugewanderten germanischen Völker (Superstrat). Beide adaptierten das Lateinische jeweils mit ihren eigenen Aussprachegewohnheiten und brachten eigenes Wortgut in den Wortschatz ein. Diese Einflüsse waren entscheidend für die Aufgliederung der romanischen Sprachen allgemein, die aus dem Sprechlatein entstanden, wie auch für die Binnengliederung desjenigen Lateins, das speziell in Gallien gesprochen wurde. Dort bildete sich im Süden das Okzitanische, auch pars pro toto als Altprovenzalisch bezeichnet, während im Norden die Oïl-Sprachen, sprich das Französische im engeren Sinn, entstanden. Die Sprachgrenze verlief ungefähr der Loire folgend genauer entlang einer Linie, die von Grenoble bis nach La Rochelle führt.

### Substrat
Das Latein in Gallien wurde zunächst beeinflusst durch das Gallische, das vor der römischen Eroberung gesprochen wurde. Der Einfluss dieses gallischen Substrats ist im Altfranzösischen nur noch in geringem Maße nachzuweisen. Man findet ihn vor allem in Ortsnamen, außerdem im Bereich der Landwirtschaft (z. B. boe ‚Schlamm‘, charrue ‚bodenwendender Pflug‘, gaskiere, gaschiere ‚Brachfeld‘, motun ‚Schafbock‘, raie ‚(Acker)Rain‘, se(i)llon ‚Furche‘ usw.) und einzelner Handwerke wie des Brauwesens (cerveise ‚Gerstenbier, Weizenbier mit Honig‘, bracier ‚Bier brauen‘). Hinzu kommen einige Keltismen, die die Römer schon sehr früh von keltischen Bewohnern anderer Regionen, besonders in Oberitalien, übernahmen und die deshalb auch in anderen romanischen Sprachen weiterleben (chainse, -ze ‚langes, leinenes Oberhemd‘, chemin ‚Weg, Pfad‘, lieue ‚Meile‘). Darüber hinaus hatte das keltische Substrat in Gallien möglicherweise Einfluss auf die phonetische Entwicklung wie die Palatalisierung, die Entwicklung des lateinischen /u/ zum französischen /ü/ oder die Vokalisierung des /l/.

### Superstrat
Das Altfränkische und Altniederländische (auch Altniederfränkisch) hatte als Sprache der Eroberer einen vergleichsweise größeren Einfluss auf die Entwicklung des Altfranzösischen, der rund fünf Jahrhunderte nach dem Beginn der Romanisierung einsetzt. Fränkische Elemente im Französischen sind u. a. Eigennamen wie Gérard < Gerhard, Louis < Hlodwig, Charles < Karl, Ortsnamen mit fränkischem Suffix (z. B. -anges < -ingas) oder abgeleitet aus fränkischen Personennamen (z. B. Avricourt < Eberhardi curtis „Eberhards Hof“), außerdem Begriffe des Wehrwesens (berfroi „Bergfried“, hache < hāpja „Hacke“, halberc < halsberg), Begriffe des Rechts und der Gesellschaftsordnung (ban, fief < feu, fiet < feodum < fehu ‚Fahrnis, Vieh(stück)‘ + od ‚Grundstück‘, rang, marc < marka), Wörter aus dem Bereich der Kleidung (guant < want ‚Handschuh‘, froc < hrokk „Rock“, escharpe, escherpe ‚dem Pilger um den Hals hängende Tasche, Pilgertasche‘ < skirpja ‚(aus Binsen geflochtene) Tasche, Pilgertasche‘) und der Wohnkultur (halle, aulberge < heriberga „Schutzraum für das Heer“, faldestoel, faudestuel < faldistōl ‚Faltstuhl‘, jardin < gardo ‚Garten‘), zudem Tiernamen und Begriffe des Waidwesens (esparvier < sparwāri ‚Sperber‘, gibiez, -iers < gabaiti „Gebeize, Falkenjagd“, mesenge, masenghe < mesinga „Meise“, hareng „Hering“), Pflanzennamen (haistre < haister ‚Heister‘, saule < salha ‚Salweide‘) und einige Wörter des Gefühlslebens und Abstrakta (honte mit honnir < haunjan „höhnen“, esfrei mit esfreier, esfreder < lat. exfridare < ex + frida „entfriedlichen“, émoi bzw. esmai mit esmaier < ex + magan „kraftlos/machtlos machen“).
Erkennbar sind fränkische Erbwörter u. a. an der graphischen Umsetzung des germanischen /w/ am Wortanfang, das ein gesprochenes /g/ in der Graphie /gu/ ergeben hat (anfrk. werra ‚Wirre‘ > frz. guerre). Weitere Superstratsprachen wie das Gotische hatten dagegen nur einen geringen Einfluss.

### Erbwörter und Buchwörter
Bei der Betrachtung des lateinischen Wortgutes im französischen Wortschatz ist zu unterscheiden zwischen Erbwörtern, die im Altfranzösischen aus dem Sprechlatein entstanden und sich lautgesetzlich entwickelten, und sekundär aus dem Lateinischen entlehnten Wörtern meist gelehrten Ursprungs („Buchwörter“), die oft ebenfalls schon in mittelalterlicher Zeit und besonders dann seit der Zeit des Humanismus ins Französische übernommen wurden und deshalb an der lautlichen Entwicklung des Französischen nicht oder erst später teilgenommen haben. Beispiel sind: chose ‚Ding, Sache‘ und cause ‚Ursache‘ (lat. causa ‚Grund, Sache‘), chainse ‚langes, leinenes Oberhemd‘ und chemise ‚Hemd‘ (spätlat. camisia ‚leinerner, unmittelbar auf dem Körper getragener Überwurf‘), tôle ‚Blech‘ und table ‚Tisch‘ (lat. tabula ‚Brett, Gemälde, Schreibtafel, (Wechsler)tisch‘), entier ‚ganz, völlig‘ und intègre ‚integer‘ (lat. integer ‚unangetastet, unversehrt, unberührt‘), droit ‚gerade, aufrecht‘ und direct ‚direkt‘ (lat. dīrēctus ‚geradegerichtet, in gerader Richtung‘), mâcher ‚(zer)kauen‘ und mastiquer (lat. masticare), sûreté ‚Gefahrlosigkeit‘ und sécurité ‚Sicherheit‘ (lat. securitas), nuisible ‚schädlich, abträglich‘ und nocif ‚giftig, toxisch‘ (lat. nocibilis).

## Varietäten
Da das Franzische als Dialekt der Île de France und Grundlage des heutigen Französisch sich erst ab dem 13. Jahrhundert in Frankreich als Nationalsprache durchsetzen konnte, existierten lange Zeit relativ eigenständige Dialekte:
- das Burgundische in Burgund, das lange Zeit ein unabhängiges und kulturell hochstehendes Herzogtum war;
- das Pikardische in der Pikardie, mit einer stark ausgeprägten Klostertradition, einige der ältesten altfranzösischen Texte sind im pikardischen Dialekt verfasst (etwa die Eulalie-Sequenz), auch die zur matière de France gehörenden Chansons de geste sind vermutlich in der Pikardie entstanden.
- das Wallonische in der Wallonie im heutigen Belgien südlich von Brüssel mit dem Zentrum Namur;
- das Champagnische in der Champagne, mit einer starken literarischen Tradition, die Epen von Chrétien de Troyes sind im champagnischen Dialekt verfasst;
- das Normannische, das zunächst im Bereich der heutigen Normandie von den Normannen verwendet wurde und nach der Eroberung Englands auf den britischen Inseln gesprochen wurde. Hier spricht man auch vom Anglonormannischen, das einen starken Einfluss auf die Entwicklung der heutigen englischen Sprache ausübte. Bekannt wurden vor allem die Dichtungen der Marie de France im anglonormannischen Dialekt;
- das Lothringische in der Grenzregion zum deutschen Sprachraum und einer weitgehenden politischen Eigenständigkeit bis ins 17. Jahrhundert

Jedoch lassen sich anhand der überlieferten (literarischen) Texte häufig keine eindeutigen Dialektzuordnungen anstellen, da die Werke der altfranzösischen Zeit in der Regel nur durch spätere Abschriften überliefert sind.
Nicht zu den Oïl-Sprachen gezählt wird das Frankoprovenzalische in der Region von Lyon bis in die französischsprachige Schweiz und die Dialekte der Okzitanischen in Südfrankreich. Umstritten ist der Status der Dialekte in dem als Croissant bezeichneten Dialektgrenzgebiet in der Auvergne.

## Altfranzösische Literatur
Die mittelalterliche altfranzösische Literatur lässt sich chronologisch und thematisch in verschiedene Epochen gliedern. Am Anfang der altfranzösischen Literatur stehen vor allem religiöse Werke (Heiligenviten):
- La séquence de Sainte Eulalie (Eulalia-Sequenz, ca. 880)
- Homélie sur Jonas (Jonasfragment, Ende 10. Jh.)
- Passion Christi (Ende 10. Jh.)
- Vie de Saint Léger (Leodegarlied, 10. Jh.)
- Vie de Saint Alexis (Alexiuslied, 11. Jh.)
- Voyage de Saint Brendan (Brendansreise, 1112)
- Jeu d’Adam (~ 1150–1175)

Darauf folgt eine Epoche, in der die Gattung der Chanson de geste (Heldenepen) dominiert:
- Chanson de Roland (Rolandslied, ~ 1075–1100)
- Chanson de Guillaume (Wilhelmslied, 12. Jh.)
- Chanson de Jérusalem

Im 12. Jahrhundert florierte die Gattung des Antikenromans, in dem antike Texte altfranzösisch adaptiert wurden:
- Alexanderroman (Anfang 12. Jh.)
- Roman de Thèbes (anonym, ~ 1150 nach Thebais des Statius)
- Roman de Troie (Benoît de Sainte-Maure, ~ 1160)
- Roman d’Énéas (anonym, ~ nach Äneis von Vergil)
- Roman de Brut / Geste des Bretons (Wace, 1155 verfasst am englischen Hofe nach Historia Regum Britanniae von Galfrid von Monmouth)

Im Hochmittelalter kam es zur Blüte des höfischen Romans. Der herausragendste Autor dieser Literaturgattung war Chrétien de Troyes (~ 1140 bis ~ 1190):
- Erec et Enide (~ 1170, 6878 Achtsilber)
- Cligès (~ 1176, 6664 Achtsilber in Kreuzreimen)
- Le Chevalier de la charrette (Lancelot) (~ 1177–81, 7112 Achtsilber)
- Le chevalier au lion (Yvain) (~ 1177–81, 6808 Achtsilber)
- Li Contes del Graal (~ 1181)

### Einführungen und Sprachgeschichten
- J. Batany: Français médiéval. Bordas, Paris 1978.
- Sylvie Bazin-Tacchella: Initiation à l’ancien français. Hachette, Paris 2001.
- Charles Bruneau: Petite histoire de la langue française. 2 Bände. Paris 1969/70.
- Ferdinand Brunot: Histoire de la langue française des origines à nos jours. 13 Bände. Paris 1966-.
- Frédéric Duval: Le Français médiéval. Brepols, Turnhout 2009.
- Mireille Huchon: Histoire de la langue française. Paris 2002.
- Geneviève Joly: L’ancien français. Belin, Paris 2004.
- Wilhelm Kesselring: Die französische Sprache im Mittelalter. Tübingen 1973.
- Guy Raynaud de Lage / Geneviève Hasenohr: Introduction à l’ancien français, 2. Aufl. SEDES, Paris 1993.
- Thierry Revol: Introduction à l’ancien français. Nathan, Paris 2000.
- Carl Voretzsch: Einführung in das Studium der altfranzösischen Sprache. Halle 1932.
- Walther von Wartburg: Évolution et structure de la langue française. Francke, Tübingen 1993 [= Kultur- und Sprachgeschichte Frankreichs].
- Lothar Wolf / W. Hupka: Altfranzösisch Entstehung und Charakteristik. Darmstadt 1981.
- Heinz Jürgen Wolf: Französische Sprachgeschichte. UTB, Heidelberg / Wiesbaden 1991.
- Gaston Zink: L’ancien français. Presses universitaires de France, Paris 1997 (= Que sais-je).

### Wörterbücher
- DEAF = Kurt Baldinger: Dictionnaire étymologique de l’ancien français. Tübingen, 1974-. DEAF
- GdfEdic/GdfCEdic = Frédéric Godefroy: Dictionnaire de l’ancienne langue française et de tous ses dialectes du IXe au XVe siècle. 10 Bd.e. Paris 1880–1902.
- Algirdas Julien Greimas: Dictionnaire de l’ancien français. Paris, 1979.
- Michel Morvan: Supplément aux dictionnaires d'ancien français. Online, Lexilogos, 2022.
- Takeshi Matsumura: Dictionnaire du français médiéval. Les Belles Lettres, Paris 2015.
- TL = Adolf Tobler / Erhard Lommatzsch (u. a.): Altfranzösisches Wörterbuch. 11 Bd.e. Berlin / Wiesbaden / Stuttgart 1924–2008.

### Grammatiken
- Joseph Anglade: Grammaire elémentaire de l’ancien français. Armand Colin, Paris 1965.
- Claude Buridant: Grammaire nouvelle de l’ancien français. SEDES, Paris 2000.
- François de la Chaussée: Initiation à la morphologie historique de l’ancien français. Klincksieck, Paris 1977.
- Geneviève Joly: Précis d’ancien français. Morphologie et syntaxe, 2. Aufl. Armand Colin, Paris 2009.
- Wilhelm Meyer-Lübke: Historische Grammatik der französischen Sprache. 2 Bände. Heidelberg 1966.
- Gérard Moignet: Grammaire de l’ancien français, 2. Aufl. Klincksieck, Paris 1976 (1. Aufl. 1973).
- Jacqueline Picoche: Précis de morphologie historique du français. Nathan, Paris 1979.
- Moritz Regula: Historische Grammatik des Französischen. 3 Bände. Heidelberg 1955–1966.
- Hans Rheinfelder: Altfranzösische Grammatik. 2 Bände. Hueber, München 1975.
- Eduard Schwan: Grammatik des Altfranzösischen. Laut- und Formenlehre, Leipzig 1888; 3. Auflage neubearbeitet von Dietrich Behrens, 1898; 12. Auflage 1925; Neudrucke Darmstadt 1963 und 1966.
- Gaston Zink: Morphologie du français médiéval, 2. Aufl. Presses universitaires de France, Paris 1992 (1. Aufl. 1989).